# 萨德尔·帕力万
萨德尔·帕力万（維吾爾語：سادىر پالۋان‎，拉丁维文：Sadir Palwan；1798年—1871年），维吾尔族，1864年伊犁农民起义领导者之一，民族英雄、诗人。“帕力万”为尊称，意为“勇士”。萨德尔·帕力万于1798年出生于伊犁地区的一个村庄（位于现在的伊宁县武功乡巴拉提买里村），年轻时期就已投入反清的活动中。1864年11月10日，率领维吾尔族起义军发动起义，不久后起义军占领伊犁全境。
因病于1871年去世。在莫洛托乎提于孜乡巴拉提买里村有一处由村民吐尔逊·亚辛出资修建的“沙德尔勇士纪念馆”。